# Gouvernement Isakov
République kirghize
Jeenbekov II Abulgazev
Le gouvernement Sapar Isakov est le gouvernement de la République kirghize du 26 août 2017 au 20 avril 2018.

## Historique

### Formation
Sapar Isakov, membre du Parti social-démocrate (SDPK), est nommé Premier ministre le 26 août 2017 à la suite de la démission de Sooronbay Jeenbekov cinq jours plus tôt pour participer à l'élection présidentielle du 15 octobre, qu'il remporte. La majorité des ministres du gouvernement Jeenbekov demeurent à leur place respective.

### Succession
Le 20 avril 2018, le gouvernement perd un vote de confiance devant le Conseil suprême par 101 voix contre sur un total de 112. Il est remplacé par le gouvernement Muhammetkaly Abulgazev.

## Composition
- Par rapport au gouvernement Sooronbay Jeenbekov II, les nouveaux ministres sont indiqués en gras, ceux ayant changé d'attributions en italique[1],[3].

### Membres du gouvernement
| Poste                                                                               | Titulaire | Titulaire                                                                                             | Parti   |
| ----------------------------------------------------------------------------------- | --------- | --- | ------- |
| Premier ministre                                                                    |           | Sapar Isakov                                                                                          | SDPK    |
| Premier vice-Premier ministre                                                       |           | Tolkunbek Abdygulov (jusqu'au 06/12/2017)                                                             |         |
| Premier vice-Premier ministre                                                       |           | Askarbek Shadiyev,                                                                                    | Bir Bol |
| Vice-Premier ministre Chargé des Affaires économiques                               |           | Duishenbek Zilaliev (jusqu'au 23/11/2017) Tolkunbek Abdygulov (jusqu'au 09/01/2018) Sanjar Mukanbetov |         |
| Vice-Premier ministre Chargé de la Sécurité                                         |           | Temir Jumakadyrov (jusqu'au 7/10/2017) Dair Kenekeyev (depuis le 25/10/2017)                          |         |
| Vice-Premier ministre Chargé des Affaires sociales                                  |           | Cholpon Sultanbekova                                                                                  |         |
| Ministre de l'Économie                                                              |           | Artem Novikov                                                                                         |         |
| Ministre des Finances                                                               |           | Adylbek Kasymaliev                                                                                    |         |
| Ministre de l'Agriculture, de l'Industrie alimentaire et des réclamations foncières |           | Nurbek Murashev                                                                                       |         |
| Ministre des Transports et des routes                                               |           | Zhamshitbek Kalilov                                                                                   |         |
| Ministre de l'Éducation et de la Science                                            |           | Gulmira Kudaiberdiyeva                                                                                |         |
| Ministre de la Justice                                                              |           | Uran Akhmetov (jusqu'au 14/04/2018) Manas Sarymsakov (intérim) Aynur Abdyldaeva                       |         |
| Ministre des Affaires étrangères                                                    |           | Erlan Abdyldaev                                                                                       |         |
| Ministre des Affaires internes                                                      |           | Ulan Israilov                                                                                         |         |
| Ministère des Situations d'urgence                                                  |           | Koubatbek Boronov                                                                                     |         |
| Ministère de la Culture, de l'Information et du Tourisme                            |           | Tugolbai Kazakov (jusqu'au 28/12/2017) Sultanbek Jumagulov                                            |         |
| Ministère de la Santé                                                               |           | Talantbek Batyraliev                                                                                  |         |
| Ministère du Travail et du Développement social                                     |           | Taalaykul Isakunova                                                                                   |         |
| Président du comité pour la Défense                                                 |           | Mirbek Kasymkulov                                                                                     |         |
| Président du comité pour la Sécurité nationale                                      |           | Abdil Segizbayev (jusqu'au 08/04/2018)                                                                |         |
| Président du comité pour l'Industrie, l'Énergie et les Ressources minières          |           | Ulan Ryskulov                                                                                         |         |

### Postes non ministériels
| Poste                                                      | Titulaire | Titulaire                                                         | Parti |
| ---------------------------------------------------------- | --------- | ----------------------------------------------------------------- | ----- |
| Administrateur de l'Agence de communication étatique       |           | Nurbek Abaskanov                                                  |       |
| Dirigeant du Bureau gouvernemental                         |           | Nurkhanbek Momunaliyev                                            |       |
| Président de la Banque nationale de la République kirghize |           | Kubanychbek Kulmatov (du 25/09 au 21/12/2017) Tolkunbek Abdygulov |       |